# Sternotomis rufozonata
Sternotomis rufozonata är en skalbaggsart som beskrevs av Leon Fairmaire 1902. Sternotomis rufozonata ingår i släktet Sternotomis och familjen långhorningar.
Artens utbredningsområde är São Tomé. Inga underarter finns listade i Catalogue of Life.